# Distretto di Altancôgc
Il distretto di Altancôgc è uno dei quattordici distretti (sum) in cui è suddivisa la provincia del Bajan-Ôlgij, in Mongolia. Conta una popolazione di 3.081 abitanti (censimento 2009). 